# Arjeri
Arjeri är en grotta i Armenien.   Den ligger i provinsen Vajots Dzor, i den södra delen av landet, 80 kilometer sydost om huvudstaden Jerevan. Arjeri ligger 1 830 meter över havet.
Terrängen runt Arjeri är kuperad österut, men västerut är den bergig. Terrängen runt Arjeri sluttar norrut. Närmaste större samhälle är Yeghegnadzor, 8,8 kilometer nordost om Arjeri. 
Trakten runt Arjeri består i huvudsak av gräsmarker. Runt Arjeri är det ganska glesbefolkat, med 28 invånare per kvadratkilometer.